# Jadwiga Kudrzycka
Jadwiga Kudrzycka (ur. 1936 w Łodzi., zm. 2 lutego 1989) – polska reżyserka filmów animowanych, lalkarka i scenografka, od 1954 r. związana zawodowo ze Studiem Małych Form Filmowych Se-Ma-For w Łodzi.
Zginęła śmiercią tragiczną. Pochowana na cmentarzu Zarzew w Łodzi.

## Filmografia

### SerialPrzygody Misia Colargola
- Colargol na księżycu (1971)
- Powrót na ziemię (1972)
- Colargol i dyliżans (1973)
- Colargol w Holandii (1973)
- Colargol w Australii (1974)
- Nasza choinka (1974)
- Colargol zdobywcą kosmosu (1978)

### SerialLeokadia
- Leokadia i przyjaźń (1975)
- Leokadia i skrzydła (1975)

### SerialPrzygody Misia Uszatka
- Babuleńka (1976)
- Lokatorzy (1976)
- Na zimę (1976)
- Motorek (1976)
- Przeprowadzka (1976)
- Wycieczka (1976)
- Głuchy telefon (1977)
- Kran (1977)
- Światła mówią (1977)
- Wronie gniazdo (1977)
- Piasek Sahary (1984)
- Zielono w głowie (1984)

### SerialOpowiadania Muminków
- Odejście Włóczykija (1978)
- Wielki festyn (1978)
- Wyprawa na wyspę Hatifnatów (1978)
- Mała Mi (1979)
- Śnieg w dolinie (1979)
- Wiosenna kanonada (1979)
- Ynk i jego bracia (1979)
- Duch z wyspy (1980)
- Urodziny Arcykróla (1980)
- Dom, w którym straszy (1980)
- Więzienne kraty (1980)
- Dzień dobry! (1980)
- Kometa nad doliną (1981)
- Włóczykij i leśne dzieci (1981)
- Złota kita (1981)
- W górach skalistych (1981)
- Obserwatorium (1981)
- Lunapark (1982)
- Latarnia morska (1982)
- Trudna decyzja (1982)
- Filifionka i wampir (1982)

### SerialTrzy misie
- Niegościnna wyspa (1982)
- Jeżyny (1982)
- Przygody Franciszka (1983)
- Spotkanie z lisem (1983)
- Niesforne myszki (1985)
- Pomocnik bobra (1985)
- Gościnna jaszczurka (1986)

### SerialJeż Kleofas
- Nowy listonosz (1987)
- Gangsterzy (1987)
- Zagrożone gniazdo (1987)
- Potwór (1988)
- Zastępca (1988)

### Pozostałe filmy
- Agata i siedem kolorów (1971)
- Zgubiony flecik (1972)
- Goździk (1975)
- Szczęśliwe dni Muminków (1983, we współpracy z Lucjanem Dembińskim, Krystyną Kulczycką i Dariuszem Zawilskim)
- Zima w dolinie Muminków (1986, we współpracy z we współpracy z Lucjanem Dembińskim, Krystyną Kulczycką i Dariuszem Zawilskim)
- Niezwykłe przygody pluszowych misiów (1990, we współpracy z Tadeuszem Wilkoszem i Eugeniuszem Ignaciukiem)

## Nagrody
- Wyróżnienie na Ogólnopolskim Festiwalu Filmów dla Dzieci i Młodzieży w Poznaniu za film Agata i siedem kolorów (1971)
- Nagroda Jury Dziecięcego "Złota Kurka" na Międzynarodowym Festiwalu Filmowego dla Dzieci i Młodzieży w Paryżu za film Powrót na ziemię (1972)
- Nagroda Miasta Łodzi dla realizatorów serialu Przygody Misia Colargola (1972)
- Nagroda Prezesa Rady Ministrów za twórczość dla dzieci i młodzieży (1974)
- Nagroda "Sowietskego Ekranu" za film Colargol zdobywcą kosmosu (1982)
- Nagroda Prezesa Komitetu ds. Radia i Telewizji dla realizatorów serialu Przygody Misia Uszatka (1986)